# Classe 1914
La classe 1914 désigne en France, les hommes nés en 1894, elle représente la génération « sacrifiée ».

## Données démographiques et statistiques
52 % des hommes nés en 1894 sont décédés avant l'âge de 25 ans, il s'agit selon l'institut d'études démographiques, l'INED, un cas extrême. Ils ont 20 ans en 1914, l'année du début de la Grande Guerre.
Ceux de 14 selon le titre du roman de Maurice Genevoix (1890-1980) meurent d'abord des maladies d'enfance de l'époque, ils ont donc 20 ans le 2 août 1914, et partent au front entre l'âge de 20 et 24 ans.
Un quart d'entre eux périt en quatre années de guerre, assurément le taux le plus élevé de toutes les classes mobilisées. Plusieurs raisons l'expliquent, notamment en raison de leur moindre préparation militaire. 92 % d'entre eux sont mobilisés. 224 000 sont incorporés sur 320 000 hommes nés en 1894.
Leur espérance de vie est de 37,6 ans.

## Personnalités de la classe 1914
- Georges Guynemer (1894-1917, mort en combat aérien), célèbre as de la compagnie des cigognes ;
- René Fonck (1894-1953), aviateur, l'as des as Français ;
- Louis-Ferdinand Céline, (1894-1961), médecin et écrivain.